# Anton Roth
Anton Roth (geboren am 3. Juli 1912; gestorben am 18. Dezember 1942 in Wien) war ein österreichischer Hilfsarbeiter und Widerstandskämpfer gegen das Regime in der Zeit des Nationalsozialismus. Er wurde hingerichtet.

## Leben und Werk
Roth stammt aus dem Burgenland und war ab 1938/39 für die Kommunistische Partei Österreichs (KPÖ) tätig. Von Dezember 1940 bis Juni 1941 leitete er die KPÖ-Ortsgruppe in Stegersbach. Er wurde am 22. September 1941 festgenommen, zur Gestapo nach Fürstenfeld gebracht und dort schwer misshandelt. In einem Brief vom 7. August 1942 an seine Frau, der aus dem Gefängnis geschmuggelt wurde, berichtete er: „[...] dort wurde ich erst schwer misshandelt mit einem Ochsenzahm, dabei wurde mein Körper ganz grün und blau, meine nackten Fußsohlen wurden mir so geschlagen, dass sie 2 cm hoch vor lauter Geschwulst anlaufen. Ich konnte acht Tage nicht stehen noch gehen noch liegen oder sitzen.“ Am 12. August 1942 wurde ihm – gemeinsam mit Ludwig Fabian, Franz Glötzl und Alois Pelzmann – vor dem Volksgerichtshof der Prozess gemacht.
Eine der wichtigsten Aktivitäten Roths war die Unterstützung der Angehörigen von Verhafteten. Dazu meinte der Volksgerichtshof: „Auch die Unterstützung der Familien festgenommener Kommunisten diente nach ihrem Willen nicht karitativen, sondern hochverräterischen Zwecken; denn solche Unterstützungen durch Überweisung von Geldbeträgen seitens der ‚Roten Hilfe‘ erfolgen nicht etwa den einzelnen Gefangenen persönlich zuliebe, sondern im Interesse der KPÖ. Durch solche Unterstützungsaktionen versucht die KPÖ ihre Anhänger vor Entmutigung zu schützen, das Zusammengehörigkeitsgefühl zu stärken und damit die gesamte revolutionäre Stoßkraft der verbotenen Organisation zu festigen.“  In der Urteilsbegründung wurde auch der Abschreckungszweck des Urteils hervorgehoben – wegen des dem „deutschen Volk“ angeblich „vom Judentum und Bolschewismus auferzwungenen Existenzkampfes“: „Das Gesamtinteresse der Nation verlangt gebieterisch ein nachdrückliches Einschreiten gegen treulose Volksgenossen [...] Jeder Versuch, die Siegesgewissheit des Volkes und seiner Wehrmacht seelisch anzutasten, muss im Keime erstickt werden.“ Dabei sei unerheblich, „ob die einzelnen Kommunisten maßgebliche Ämter in der KPÖ innehatten oder ob sie nur untergeordnete Stellen in ihr bekleideten“.

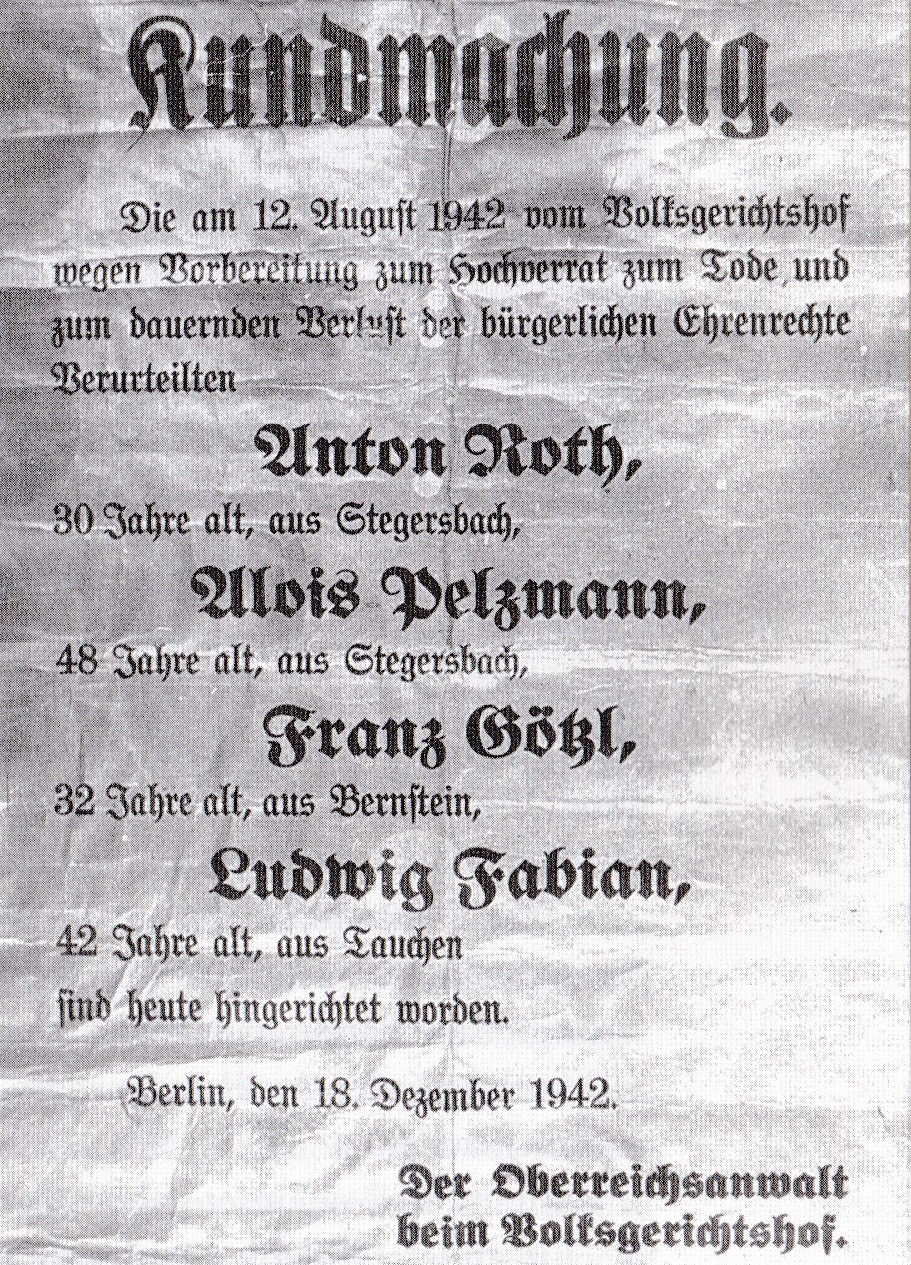
Kundmachung der vier Hinrichtungen, 18. Dezember 1942

Der Volksgerichtshof verurteilte Anton Roth und die drei Mitangeklagten wegen Vorbereitung zum Hochverrat zum Tode. Die Hinrichtung erfolgte am 18. Dezember 1942 im Landesgericht Wien durch das Fallbeil.

## Quelle
- Bailer, Maderthaner, Scholz (Hg.): „Die Vollstreckung verlief ohne Besonderheiten“. Hinrichtungen in Wien, 1938 – 1945. Wien, o. J., 88f. Online-Version (mit drei Fotografien von Anton Roth aus der Erkennungsdienstlichen Kartei der Gestapo Wien):

## Nachweise
1. ↑  Bailer, Maderthaner, Scholz, Seite 88
2. ↑  Bailer, Maderthaner, Scholz, Seite 88f

| Personendaten    | Personendaten                                                                           |
| ---------------- | --------------------------------------------------------------------------------------- |
| NAME             | Roth, Anton                                                                             |
| KURZBESCHREIBUNG | österreichischer Hilfsarbeiter und Opfer der politischen Justiz des Nationalsozialismus |
| GEBURTSDATUM     | 3. Juli 1912                                                                            |
| GEBURTSORT       | Burgenland                                                                              |
| STERBEDATUM      | 18. Dezember 1942                                                                       |
| STERBEORT        | Wien                                                                                    |